# 南圣克里斯托旺
南圣克里斯托旺是巴西圣卡塔琳娜州的一个市镇。总面积349平方公里，总人口5093人，人口密度14.6人/平方公里。